# Thessalonike (byzantinisches Thema)
Das Thema Thessalonike  (altgriechisch θέμα Θεσσαλονίκης) war ein byzantinisches Thema auf dem südlichen Balkan, das Teile des zentralen und Westmakedoniens umfasste. Seine Hauptstadt war Thessalonike, die zweitwichtigste Stadt des Byzantinischen Reiches.

## Geschichte
In der Spätantike war Thessalonike der Sitz der römischen Provinz Macedonia und der Diözese von Makedonien, außerdem der Sitz des Prätorianerpräfekten von Illyricum. Mit dem Verlust weiter Teile des Balkans an die Slawen im 7. Jahrhundert wurde der Herrschaftsbereich des Präfekten (Griechisch Eparchos, „Eparch“) auf die Stadt und ihre unmittelbare Umgebung beschränkt. Die Eparchen regierten Thessalonike bis zum frühen 9. Jahrhundert, als er von einem Strategos an der Spitze des neuen Themas von Thessalonike verdrängt wurde.
Der Strategos von Thessalonike wird erstmals 836 erwähnt, aber ein Brief Michaels III. (regierte 820–829) an den Frankenkönig Ludwig den Frommen (regierte 814–840) deutet eine Existenz des Themas bereits 824 an. Das Thema wurde wahrscheinlich 809 während der Feldzüge des Kaisers Nikephoros I. (regierte 802–811) gegen die Slawen gegründet. Nach Osten erstreckte sich das Thema bis zum Fluss Strymon und dem gleichnamigen Thema. Im Süden grenzte es irgendwo in Thessalien an das Thema von Hellas. Die West- und Südgrenze veränderte sich mit dem Schlachtenglück der Byzantiner gegen die Südslawen und Bulgaren ständig.
Unter Kaiser Johannes I. Tzimiskes (regierte 969–976) wurde ein Doux in der Stadt stationiert, der über professionelle tagmatische Truppen verfügte. Er existierte eine Weile lang parallel mit dem Strategos des Themas, danach wurde das Amt des Strategos abgeschafft. Im 11. Jahrhundert war das Doukaton von Thessalonike von solcher Wichtigkeit, dass es oft von Mitgliedern der kaiserlichen Familie gehalten wurde. Die Stadt und ein großer Teil von Makedonien wurden von den Lateinern nach dem Vierten Kreuzzug erobert, worauf das Königreich Thessaloniki gegründet wurde, das seinerseits 1224 vom Despotat Epirus erobert wurde. Nachdem die Stadt und Makedonien 1246 an das Kaiserreich Nikaia gefallen waren, wurde das Thema wiederhergestellt und überlebte, bis die Stadt 1392 von den Osmanen erobert wurde. Byzanz erlangte die Stadt 1402 zurück und ein Despotat wurde hier eingerichtet, bis die Stadt freiwillig 1423 an Venedig abgetreten wurde. 1430 eroberten die Osmanen die Stadt abermals.